# You’re All I’ve Got Tonight
You’re All I’ve Got Tonight (с англ. — «Ты — Всё, Что у Меня Есть Сегодня Ночью») — песня американской рок-группы The Cars, шестой трек в альбоме The Cars.

## О песне
Как и "Bye Bye Love" и "Moving in Stereo", две другие песни альбома, она продолжает транслироваться на радиостанциях классического рока и по сей день, несмотря на то, что никогда не была выпущена в качестве сингла (хотя в Нидерландах она была выпущена в качестве би-сайда к "All Mixed Up").
"You’re All I’ve Got Tonight" была написана и спета фронтменом группы Риком Окасеком. Клавишник Грег Хоукс сказал об этой песне: "Рик умеет взять обычную фразу вроде "Ты — Всё, Что у Меня Есть Сегодня Ночью" и сделать из неё отличную песню".

## Композиция
Песня открывается барабанным ритмом на томах, обработанным фленжером, потом подключается пауэр-аккордовый рифф, сыгранный на искажённых гитарах, которые также обработаны фленжером. Вначале ритм-гитара играет хроматический рифф из силовых аккордов, восходящих от ля, до ля♯, до си, затем от ми до си и это повторяется. Рифф уступает место протяжному вампу в си мажоре. Чтобы завершить куплеты и ввести припев, группа поёт "А-А-А" трезвучиями, понижаясь на половину ноты, от си мажора до ля мажора, в то время как музыка строго выдерживает аккорд си мажор. В этот момент песня могла бы перейти к аккорду ми мажор, который завершил бы плагальную каденцию, или поворот V-IV-I. Вместо этого в припеве чередуются мажорные аккорды соль и ля, а вокальные гармонии на соль включают мажорную седьмую, F♯.
Переход от соль к ля ведёт обратно к риффу ля–ля♯–си следующего куплета. Над пауэр-аккордом си соло-гитарист Эллиот Истон играет трель между нотами ре и ре♯, соответственно минорной и мажорной терций аккорда си, что усиливает амбивалентность тональности песни. Во втором и третьем куплетах создаётся эффект вызова и отклика между вокалом Рика Окасека и соло-гитарой Истона (Оба из которых всё чаще являются производными от шкалы блюза в си).
После второго припева звучит короткое, мелодичное гитарное соло поверх музыки припева. После третьего припева группа берёт пауэр-аккорд си, создавая ощущение, похожее на куплеты, по мере того, как постепенно появляется новое соло. Во время этого соло клавишник Грег Хоукс чередует высокие трезвучия ля мажор и си мажор, в то время как ритм- и бас-гитары остаются в си. Партия ритм-гитары Окасека исполняется с акцентом в основном на нестройных восьмых нотах, техника, которую можно было услышать ранее в альбоме, в "Good Times Roll", ещё одна песня, основанная на аккордах си, ля и соль.
После второго соло звучит последняя итерация припева, и песня резко обрывается.

## Приём
Рецензент AllMusic Дональд А. Гуариско сказал: "То, что может показаться насмешливой поп-мелодией (на бумаге), в студии становится потрясающим слиянием новой волны и хард-рока с помощью умной аранжировки и блестящей продюсерской работы Роя Томаса Бейкера. [Песня] начинается с пульсирующего барабанного боя и размытых гитарных риффов, которые придают ей хард-роковый удар, но быстро добавляют волны эфирного синтезатора и арочный вокал Рика Окасека, которые придают ей остроту новой волны". Критик Rolling Stone Кит Рахлис назвал песню "замечательной поп-песней".

## Участники записи
- Рик Окасек — вокал, ритм-гитара
- Бенджамин Орр — бас-гитара, бэк-вокал
- Эллиот Истон — соло-гитара, бэк-вокал
- Дэвид Робинсон — ударные, перкуссия, бэк-вокал
- Грег Хоукс — клавишные, перкуссия, бэк-вокал